# Nordsjökommissionen
Nordsjökommissionen (North Sea Commission, CPMR-NSC) är ett internationellt samarbete mellan regionala förvaltningar runt Nordsjön. Organisationen är en underavdelning till Conference of Peripheral Maritime Regions of Europe (CPMR).

## Medlemmar
- Danmark: regionerna Nordjylland, Midtjylland och Syddanmark.
- England: städerna Southend-on-Sea.
- Frankrike: regionen Hauts-de-France.
- Nederländerna: provinserna Drenthe, Fryslân, Groningen, Noord-Holland, Zuid-Holland, Flevoland och Zeeland.
- Norge: fylkeskommunerna Aust-Agder, Buskerud, Hordaland, Møre og Romsdal, Trøndelag, Rogaland, Sogn og Fjordane, Telemark, Vest-Agder, Vestfold och Østfold.
- Skottland: kommunerna Aberdeen, Aberdeenshire, Fife, Highland, Orkneyöarna.
- Sverige: Region Halland, Västra Götalandsregionen och Region Örebro län.
- Tyskland: förbundslandet Bremen, Niedersachsen och Schleswig-Holstein.